# Cuentos completos (Asimov)
Cuentos completos (The Complete Stories) fue una serie descontinuada destinada a crear una colección definitiva de la ficción de Isaac Asimov. La versión original fue publicada en 1990 por Doubleday y la serie fue descontinuada luego del segundo libro de los tres que se habían planeado.

## Cuentos completos I
Cuentos completos I (The complete stories. Volume I) fue publicado en España en 1995 por Ediciones B, en 2009 por Alamut Ediciones y en 2019 por Penguin Random House Grupo Editorial. En Argentina fue publicado en 2005 por Artes Gráficas BUSCHI.

### Contenido
La obra agrupa treinta y cuatro cuentos, diez novelas cortas y cuatro poemas en 816 páginas, ya publicadas en las colecciones Con la Tierra nos basta, Nueve futuros y Anochecer y otros cuentos.
- «El pasado muerto» («The Dead Past») (1956), novela corta.
- «La base del éxito de la ficción científica» («The Foundation of Science Fiction Success») (1954), poema.
- «Sufragio universal» o «Derecho político» o «Privilegio» («Franchise») (1955).
- «Treta tridimensional» («Gimmicks Three» o «The Brazen Locked Room») (1956).
- «Cosas de niños» («Kid Stuf») (1953).
- «El paraje acuoso» («The Watery Place») (1956).
- «Espacio vital» («Living Space») (1956).
- «El mensaje» («The Message») (1956).
- «Satisfacción garantizada» («Satisfaction Guaranteed») (1951), Serie de los robots.
- «Fuego infernal» («Hell Fire») (1956).
- «La trompeta final» («The Last Trump») (1955).
- «Como se divertían» («The Fun They Had») (1951).
- «El chistoso» o «Chancero» («Jokester») (1956).
- «El bardo inmortal» («The Immortal Bard») (1954).
- «Algún día» («Someday») (1956), Serie de los robots y serie Multivac.
- «La prueba por que pasa el autor» («The Author's Ordeal») (1957), poema.
- «El soñar es una cuestión privada» («Dreaming Is a Private Thing») (1955).
- «¡Vale la pena leerme, vean!» («I Just Make Them Up, See!») (1958), poema
- «Profesión» («Profession») (1957), novela corta.
- «Sensación de poder» («The Feeling of Power») (1958).
- «La noche moribunda» o «Cuando muere la noche» («The Dying Night») (1956), novela corta, serie Wendell Urth.
- «En Puerto Marte y sin Hilda» o «Estoy en Puertomarte sin Hilda» («I'm in Marsport Without Hilda») (1957).
- «Los buitres bondadosos» («The Gentle Vultures») (1957).
- «Todos los males del mundo» («All the Troubles of the World») (1958), serie Multivac.
- «Escriba mi nombre con una S» o «Mi nombre se escribe con S» («Spell My Name with an S» o «S as in Zebatinsky») (1958).
- «La última pregunta» («The Last Question») (1956), serie Multivac.
- «El chiquillo feo» o «El niño feo» («The Ugly Little Boy» o «Lastborn») (1958), novela corta.
- «Notas de rechazo» («Rejection Slips»), poema.
- «Anochecer» («Nightfall») (1941), novela corta.
- «Lunares verdes» («Green Patches», o «Misbegotten Missionary») (1950).
- «Huésped» o «Anfitriona» («Hostess») (1951), novela corta.
- «Sobre los ángeles» o «¿Se cría allí un hombre?» o «¿Criar un hombre...?», o «Creced y multiplicaos» o «¿Se engendra ahí el hombre?» o «¿Creced y multiplicaos...?» («Breeds There a Man...?») (1951), novela corta.
- «Héroe imprevisto», o «Tobogán C», o «Historia bélica», o «Conducto C», o «Conducto E» («C-Chute», o «The C-Chute») (1951), novela corta.
- «Por Dios y por la Patria» («In a Good Cause») (1951), novela corta.
- «Alternativas» («What If») (1952).
- «Sally» (1953), Serie de los robots.
- «Moscas» («Flies») (1953).
- «Rebelión» («Nobody Here But») (1953).
- «¡Es un día tan bonito!» o «Érase un hermoso día» o «Un día tan hermoso» («It's Such a Beautiful Day») (1955), novela corta.
- «Esquirol» o «Rompehuelgas» u «Hombre contra mundo» («Male Strikebreaker» o «Strikebreaker») (1957).
- «Insertar la pieza A en el espacio B» («Insert Knob A in Hole B») (1957).
- «El brujo al día» («The Up-to-Date Sorcerer») (1958).
- «Cuarta generación» («Unto the Fourth Generation») (1959).
- «Eso llamado amor» («What Is This Thing Called Love?» o «Playboy and the Slime God») (1961).
- «La máquina que ganó la guerra» («The Machine that Won the War») (1961), serie Multivac.
- «Mi hijo, el físico» («My Son, the Physicist») (1961), serie Multivac.
- «Los ojos hacen algo más que ver» («Eyes Do More Than See») (1965).
- «Segregacionista» o «Segregacionismo» o «El racista» («Segregationist») (1967), Serie de los robots.

## Cuentos completos II
Cuentos completos II es un libro de Isaac Asimov publicado en 1992 en EE. UU. por Doubleday. En España fue publicado en 1995 por Ediciones B, en 2010 por Alamut Ediciones, en 2018 por Nova Casa Editorial, incluyendo a Hispanoamérica  y en 2019 por Penguin Random House Grupo Editorial.

### Contenido
El libro está compuesto de 40 relatos cortos:
| - ¡No tan definitivo! - La novatada - Sentencia de muerte - Callejón sin salida - Pruebas circunstanciales - La carrera de la Reina Roja - El día de los cazadores - En las profundidades - Al estilo marciano - El dedo del mono | - Las campanas cantarinas - La piedra parlante - Exploradores - Reunámonos - Paté de hígado - Galeote - Lenny - Veredicto - Una estatua para papá - Aniversario | - Necrológica - Lluvia, lluvia, aléjate - Luz estelar - Padre fundador - La clave - La bola de billar - Exilio en el infierno - Factor clave - Intuición femenina - El mayor patrimonio | - Reflejo simétrico - Coja una cerilla - Versos luminosos - Un extraño en el paraíso - ¿Qué es el hombre? - Vida y obra de Multivac - El hombre bicentenario - Marching In - Anticuado - El incidente del Tricentenario |